# CZ 97B
CZ 97B — напівавтоматичний пістолет, представлений у 1997 році під набій .45 ACP. CZ 97B — це, по суті, CZ 75B калібру .45 ACP, а не 9 мм, що змусило багатьох любителів зброї назвати 97B «старшим братом» дуже популярного CZ 75B.
На початку 2022 року CZ оголосила, що виробництво CZ 97B буде припинено, а останні партії виготовлятимуться для ринку Каліфорнії.

## Історія
Розроблений і вперше виготовлений під час федеральної заборони штурмової зброї у США, CZ-97B був розроблений з магазином місткістю 10 набоїв. Вогнепальна зброя ніколи не розроблялася з магазинами місткістю понад 10 набоїв, тому вона популярна в Сполучених штатах і країнах, де законодавчо обмежена місткість магазинів пістолетів.
Завдяки популярності CZ 75, набою .45 ACP та пістолета M1911 у США, очікувалося, що CZ 97 також стане комерційно успішним, але він не став популярним серед американських стрільці, які й надалі віддавали перевагу напівавтоматичному пістолету M1911 калібру .45 ACP. Після 25 років виробництва Чехія вирішила припинити виробництво 97B та всіх інших моделей 97 у 2022 році. Також відомо, що ця зброя не використовувалася поліцейськими департаментами, які віддавали перевагу зброї калібру .45 ACP, переважно моделі M1911 або Glock.
Через реєстр пістолетів у Каліфорнії, який змушує виробників проходити процес сертифікації, щоб продавати пістолети в штаті, і щороку оновлювати свою продукцію, CZ вирішила обмежити виробництво у 2022 році лише клієнтами в Каліфорнії до закінчення терміну сертифікації для продажу у штаті. Таким чином, моделі 97B 2022 року продавалися лише в обмеженій кількості клієнтам у Каліфорнії, перш ніж виробництво було припинено наприкінці року.

## Конструкція
Особливості конструкції CZ 97B включають гвинтову втулку ствола та індикатор зарядженого патронника. Він був розроблений з наміром зберегти функціональність, ергономічність і точність CZ 75B та сумісність деяких частин. CZ 97B має 10 набоїв у дворядному магазині. Він має пилозахисну кришку на рамі, подібну до інших моделей CZ 75, за винятком відсутності рейки для аксесуарів.
У 2013 році були додані тонкі алюмінієві руків'я та оптоволоконна мушка, а також удосконалено рампу подачі для підвищення надійності.